# Wolfgang (luchador)
Barry Young (Glasgow, 3 de diciembre de 1986) es un luchador profesional escocés. Actualmente trabaja para WWE, donde se presenta en la marca NXT bajo el nombre de Wolfgang. Entre sus logros, destaca un reinado como Campeón en Parejas de NXT UK junto con Mark Coffey.
Young también es conocido por su trabajo para empresas independientes como ICW, BCW y SWC. 

## Carrera

### Insane Championship Wrestling
Wolfgang es conocido por ser en ICW un exmiembro del equipo New Age Kliq (NAK).
Ha sido campeón máximo de varias empresas independientes, como Insane Championship Wrestling (ICW), British Championship Wrestling (BCW), Scottish Wrestling Alliance (SWA) y más. Además de conseguir una gran cantidad de campeonatos secundarios.

### WWE

#### NXT UK (2016-2022)
El 15 de diciembre de 2016 se anunció que Wolfgang sería uno de los participantes del Torneo por el Campeonato de Reino Unido de WWE, el cual se realizaría el 14 y 15 de enero de 2017. En la primera ronda derrotó a Tyson T-Bone y en los cuartos de final a Trent Seven, quedando así en las semifinales, donde fue derrotado por Tyler Bate. El 1 de marzo en NXT, se anunció su pronto debut en dicha marca. 
Debutaría en NXT el 28 de enero de 2017, derrotando a Aaron Solow. El 7 de abril en un show en vivo de NXT sería derrotado por el entonces Campeón del Reino Unido WWE Tyler Bate, en una lucha por el campeonato. El 9 de junio en un show en vivo de NXT en Inglaterra, haría equipo con Jack Gallagher ante los entonces Campeones de Parejas NXT The Authors of Pain en una lucha por los campeonatos, siendo derrotados. El 24 de agosto en NXT lucharía ante el entonces Campeón del Reino Unido WWE Pette Dunne por el campeonato, perdiendo la lucha. En el NXT UK TakeOver: Cardiff, junto a Mark Coffey se enfrentaron a Grizzled Young Veterans(James Drake & Zack Gibson) y a South Wales Subculture(Flash Morgan Webster & Mark Andrews) en una Triple Threat Tag Team Match por los Campeonatos en Parejas del Reino Unido de NXT, sin embargo perdieron. En el NXT UK del 17 de octubre, junto a Mark Coffey derrotaron a South Wales Subculture(Flash Morgan Webster & Mark Andrews) ganando los Campeonatos en Parejas del Reino Unido de NXT, en NXT UK del 12 de diciembre, junto a Mark Coffey se enfrentaron a Imperium(Fabian Aichner & Marcel Barthel) por los Campeonatos en Parejas del Reino Unido de NXT, sin embargo terminó sin resultado. En NXT UK TakeOver: Blackpool II, junto a Mark Coffey derrotaron a Imperium (Fabian Aichner & Marcel Barthel), Grizzled Young Veterans (James Drake & Zack Gibson) y a South Wales Subculture (Mark Andrews & Flash Morgan Webster) en un Ladder Match y retuvieron los Campeonatos en Parejas del Reino Unido de NXT.
En NXT UK del 17 de septiembre,  junto a Mark Coffeyderrotaron a Amir Jordan & Kenny Williams en un combate no titular, después del combate aparecieron Pretty Deadly (Lewis Howley & Sam Stoker), The Hunt (Primate & Wild Boar), South Wales Subculture(Flash Morgan Webster & Mark Andrews), Ashton Smith & Oliver Carter en ringside, mientras que Imperium (Fabian Aichner & Marcel Barthel) aparecieron en una pantalla del recinto.
En NXT UK del 5 de noviembre, junto a Joe Coffey & Mark Coffey derrotaron a  Pretty Deadly (Lewis Howley & Sam Stoker) & Sam Gradwell.
En NXT UK derrotó a Sha Samuels.

#### NXT (2022-2025)
En NXT Worlds Collide III, junto a Mark Coffey, se enfrentaron a The Creed Brothers (Brutus & Julius) (c-2.0) (con Damon Kemp), Josh Briggs & Brooks Jensen (c-UK) (con Fallon Henley) y a Pretty Deadly (Elton Prince & Kit Wilson) (con Lash Legend) por los Campeonatos en Parejas de NXT y el Campeonatos en Parejas del Reino Unido de NXT, eliminando a Briggs & Jensen, sin embargo fueron eliminados por The Creed Brothers.
En NXT Vengeance Day, junto a Mark Coffey derrotaron a The New Day (Kofi Kingston & Xavier Woods), Pretty Deadly (Elton Prince & Kit Wilson) y a Chase U (Andre Chase & Duke Hudson) ganando los Campeonatos en Parejas de NXT por primera vez.

## Campeonatos y logros
- British Championship Wrestling
  - BCW Heavyweight Championship (1 vez)
  - BCW Openweight Championship (2 veces)
  - BCW Tag Team Championship (5 veces) – con Darkside (3), Red Lightning (1), y James Scott (1)

- Insane Championship Wrestling
  - ICW World Heavyweight Championship (1 vez)
  - ICW Zero-G Championship (1 vez)
  - ICW "Match of the Year" Bammy Award – for Legion (Mikey Whiplash, Tommy End & Michael Dante) vs New Age Kliq (BT Gunn, Chris Renfrew & Wolfgang) at Fear & Loathing VIII (2015)
  - Square Go! (2016)

- Premier British Wrestling
  - PBW Heavyweight Championship (2 veces)
  - PBW Tag Team Championship (1 vez) – con Lionheart
  - PBW Heavyweight Championship Tournament (2006)

- Rock N Wrestling
  - Highland Rumble (2016)
- Showcase Pro Wrestling
  - SPW British Heavyweight Championship (1 vez)

- Scottish Wrestling Alliance
  - NWA Scottish Heavyweight Championship (1 vez)
  - SWA Laird of the Ring Championship (1 vez)
  - SWA Tag Team Championship (2 veces) – con Falcon (1), y Darkside (1)
  - Laird Of The Ring Tournament (2007)

- World Wide Wrestling League
  - W3L Heavyweight Champion (1 vez)
  - W3L Tag Team Championship (1 vez) – with Darkside
  - Seven Deadly Sins Tournament (2010)

- World Wrestling Entertainment/WWE
  - NXT UK Tag Team Championship (1 vez) - con Mark Coffey
  - NXT Tag Team Championship (1 vez) - con Mark Coffey

- Wrestle Zone Wrestling
  - wZw Interpromotional Championship (1 vez)